# Aiutanti al nido

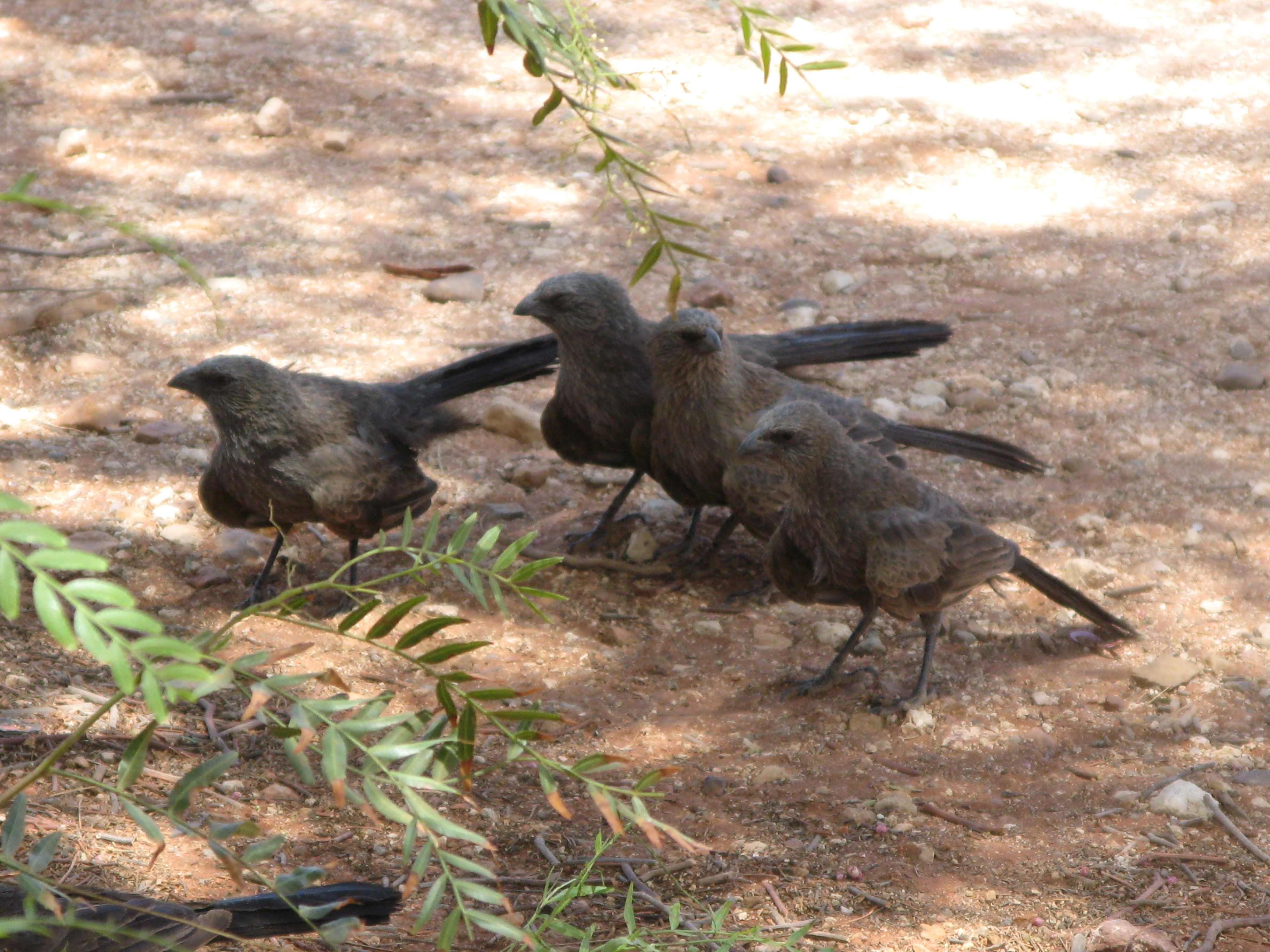
Quattro uccelli apostoli (Struthidea cinerea) di un gruppo riproduttivo cooperativo.

Aiutanti al nido (Helpers at the nest) è un termine usato nell'ecologia comportamentale e nella biologia evolutiva per descrivere una struttura sociale in cui i giovani e gli adolescenti sessualmente maturi di uno o entrambi i sessi rimangono legati ai loro genitori e li aiutano a crescere le successive covate o cucciolate, invece di disperdersi e iniziare a riprodursi da soli. Questo fenomeno è stato studiato per la prima volta negli uccelli, dove si verifica più frequentemente, ma è noto anche in animali di molti gruppi diversi, tra cui mammiferi e insetti. È una semplice forma di riproduzione cooperativa. Gli effetti degli aiutanti di solito ammontano a un beneficio netto, tuttavia, i benefici non sono distribuiti uniformemente da tutti gli aiutanti né tra tutte le specie che esibiscono questo comportamento. Esistono molteplici spiegazioni proposte per il comportamento, ma la sua variabilità e le ampie occorrenze tassonomiche danno luogo a più teorie plausibili contemporaneamente.
Il termine "aiutante" ("helper") è stato coniato da Alexander Skutch nel 1935 e definito più attentamente nel 1961 nel contesto aviario come "un uccello che aiuta nella nidificazione di un individuo diverso dal suo compagno, o nutre o si prende cura di un uccello di qualsiasi età che non è né il suo compagno né la sua prole dipendente". Pur essendo stato criticato per essere antropomorfo, il termine è rimasto in uso. Altri termini usati (soprattutto nei mammiferi) a seconda dei contesti specifici sono "non materno" (cura da parte di soggetti diversi dalla madre), "alloparentale" (cura da parte di soggetti diversi dai genitori), "cooperativo" (cura da parte di aiutanti non riproduttori) e "comunitario" (cura da parte di altre femmine riproduttrici).

## Esempi
Il fenomeno è attestato tra il 3 e l'8% delle specie di uccelli in tutto il mondo (le stime variano), ma è molto più comune in Australia e nell'Africa meridionale. Le specie di uccelli in cui si riscontra questo comportamento includono il passero domestico, la gallinella d'acqua comune, il picchio delle ghiande, e l'uccello apostolo. Gli esseri umani, i ratti talpa del Damaraland e i suricati sono esempi di mammiferi che mostrano questo comportamento. Si riscontra anche in numerose specie di api come le Apis mellifera (si noti che questo è diverso dal comportamento dell'ape mellifera europea, in cui le api operaie sono sterili e incapaci di riprodursi).

## Evoluzione
Sono state avanzate tre possibili spiegazioni per l'evoluzione del fenomeno; le tre non si escludono a vicenda.
- Vantaggio per gli aiutanti, che possono essere protetti dalla predazione o acquisire competenze di cui avranno bisogno quando si riprodurranno, grazie alla permanenza nel nido genitoriale.
- Selezione parentale: poiché le cucciolate o le nidiate successive degli stessi genitori saranno fratelli o sorelle degli aiutanti, sono strettamente imparentati geneticamente come lo sarebbe la loro prole. Aiutare i genitori è quindi produttivo per i giovani quanto lo sarebbe riprodursi, e se i genitori sono più capaci di farlo, il vantaggio potrebbe essere maggiore.
- Vantaggio sul lungo periodo per gli aiutanti, in particolare perché ereditano il territorio dei genitori; questa spiegazione è particolarmente convincente se i territori idonei sono scarsi, ma richiede che siano soddisfatte specifiche condizioni quantitative, favorendo un numero stabile di potenziali eredi[9].

## Concetti errati
Sebbene si supponga spesso che gli aiutanti siano esemplari che non si riproducono, le prove molecolari suggeriscono che ciò possa accadere e il termine "aiutante secondario" ("secondary helper") è talvolta usato in questo caso per indicare gli aiutanti che si accoppiano con la coppia assistita o non sono figli imparentati di essa. Il termine "aiutante primario" ("primary helper") è usato per il caso più comune in cui l'aiutante è figlio della coppia e non è coinvolto nell'accoppiamento. I compagni al di fuori della coppia assistita sono scelti dalle femmine e sono gli esemplari che contribuiscono alla cura dei piccoli che possono essere generati dalla coppia stessa.
I giovani che vivono insieme ai genitori non possono essere automaticamente considerati aiutanti. In numerose specie, come gli Orthonychidae e la ghiandaia siberiana, i giovani rimangono nel territorio dei genitori, ma non aiutano mai a nutrire i nidiacei. Tuttavia, la spiegazione del vantaggio sul lungo periodo per l'associazione dei giovani con i genitori può ancora funzionare in assenza di un aiuto efficace, mentre la spiegazione della selezione parentale non può.

## Effetti associati

### Successo riproduttivo
Gli effetti sul successo riproduttivo possono essere (ma non sempre) positivi, e la forza di tale correlazione positiva varia a seconda della specie. A volte, i benefici energetici per i maschi riproduttori, invece di essere investiti nel miglioramento delle prestazioni riproduttive, vengono utilizzati per compensare le riduzioni di tali prestazioni. Tuttavia, in molte specie, i tassi di sopravvivenza dei nidiacei aumentano grazie agli investimenti parentali degli aiutanti. Ulteriori benefici del successo riproduttivo includono una prole di migliore qualità, e una risposta immunitaria dei nidiacei.

### Investimento parentale dei genitori
Gli aiutanti al nido possono fornire una plasticità vantaggiosa nella quantità di investimento parentale che i genitori devono dare alle loro uova e ai loro pulcini. La presenza di aiutanti può essere associata a investimenti parentali inferiori poiché si può contare sugli aiutanti per fornire determinati elementi di cura e allevamento. Ad esempio, nel malurus cyaneus, i nidi con aiutanti presenti mostrano dimensioni medie delle uova diverse rispetto a quelli senza aiutanti. Questa plasticità può essere osservata in riferimento al cambiamento delle condizioni climatiche. In condizioni sfavorevoli è necessario che i genitori femmine mantengano un elevato investimento parentale di uova, ma in condizioni favorevoli, tale tipo di investimento da parte delle madri diminuisce poiché gli aiutanti possono supportare i genitori alleggerendo loro il carico di lavoro necessario per la cura dei piccoli. I malurus cyaneus con aiutanti al nido vedono le dimensioni medie delle uova aumentare in condizioni secche e calde e diminuire in condizioni più fredde rispetto ai nidi senza aiutanti.

## Variabilità dell'aiutante
In genere, gli aiutanti forniscono un beneficio netto ai genitori che allevano la prole, ma questo beneficio non è necessariamente distribuito uniformemente. Può esserci una distribuzione non uniforme dei benefici tra le specie, o anche tra i sessi all'interno di una specie. I benefici forniti da esemplari di sesso maschile o femminile possono variare più pesantemente in base a vari fattori come la disponibilità di cibo. Nei picchi delle ghiande, mentre gli aiutanti di entrambi i sessi forniscono relativamente lo stesso beneficio al successo riproduttivo, il comportamento degli aiutanti maschi fluttua. Questa fluttuazione dipende dalla quantità e dalle dimensioni delle ghiande che questi esemplari riescono a trovare. Grandi quantità di ghiande trovate si traducono in maggiori effetti comportamentali da parte degli aiutanti maschi come tassi più elevati di cura del luogo scelto per la conservazione delle ghiande e tempo trascorso nel territorio del proprio nido.

## Vantaggi e conseguenze per gli aiutanti
Gli aiutanti spesso traggono beneficio anche dall'unirsi a una coppia riproduttiva. Dopo essersi riprodotti senza successo, i giovani esemplari possono unirsi a coppie riproduttive per diventare aiutanti. Scegliendo di diventare aiutanti mentre sono ancora giovani e hanno scarse prospettive di riproduzione, essi possono beneficiare di tassi di sopravvivenza più elevati. Uno svantaggio di questa maggiore sopravvivenza è che il loro tasso di successo riproduttivo dopo essere diventati aiutanti diminuisce rispetto ai non aiutanti.